# Freihöls (Schwandorf)

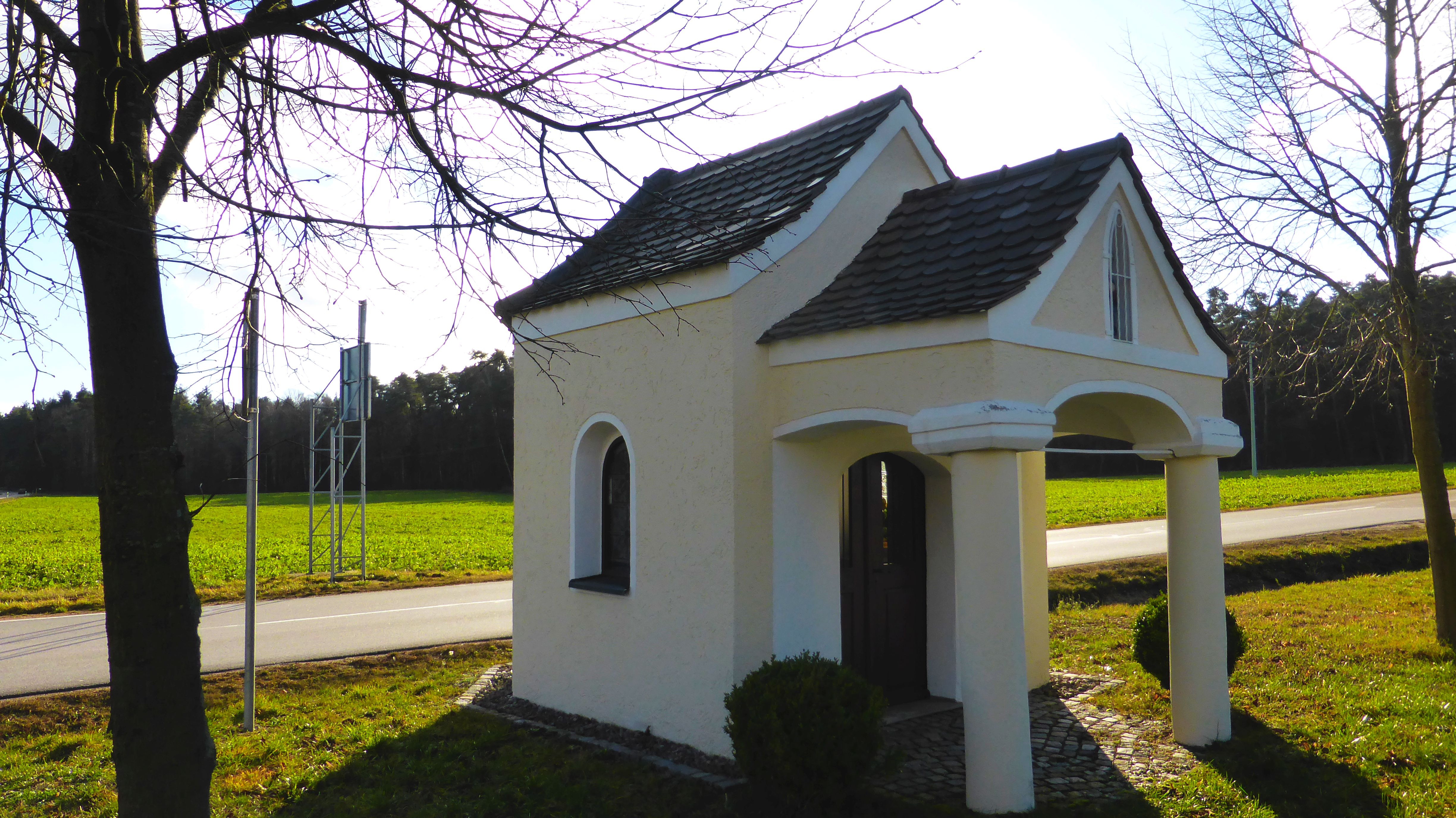
Kapelle Freihöls

Freihöls ist ein Ortsteil der Stadt Schwandorf im Landkreis Schwandorf im Regierungsbezirk Oberpfalz in Bayern. 

## Geografie
Freihöls liegt nordöstlich von Schwandorf in der Nähe des größten Seengebiets der Oberpfalz. 

## Geschichte
Herzog Albrechts IV. von Bayern vererbte am 16. Oktober 1493 Freihöls an Schwandorf. Im Jahr 1517 wird Freihöls in einem Brief an Herzog Albrechts IV. von Baiern wegen der Wiedererrichtung abgebrannter Höfe erwähnt. Es waren sieben Höfe im Landshuter Erbfolgekrieg abgebrannt. Nun sollten wieder vier Höfe und ein Söldengütlein in Freihöls erbaut werden.
Der Name Freihöls lässt sich von einer Ansiedlung an einem Platz, welcher frei von Gehölzen war, bzw. von abgabenfreiem Land ableiten. Die Siedlung entstand auf sandigem Boden und erscheint wesentlich später als die umliegenden Orte. Freihöls erscheint als Freyhöls (1493, 1746), Freyhellß (1595), Freyhils (1748), Freyhölz, Freyhölß (1748, 1808), Freihölzl (1764), Freihöls (1840, 1870), Hanabigl (1753).

## Gemeinde
Freihöls gehörte zur ehemaligen selbständigen Gemeinde Kronstetten, die durch Vertrag am 1. Juli 1972 der Stadt Schwandorf beitrat, sie bestand aus den Ortsteilen Bössellohe, Charlottenhof, Freihöls, Holzhaus, Kronstetten, Lindenlohe und Prissath.

## Kirche und Schule
Freihöls gehört zur Pfarrei St. Andreas in Schwandorf-Fronberg.
Da die Gemeinde keine eigene Schule besaß hatte die Pfarrgrenze mitten durch die Gemeinde Auswirkungen auf die Zugehörigkeit zum Schulsprengel. Die Kinder aus Freihöls besuchten die Schule in Fronberg. Seit der Eingemeindung gehören alle Kinder zum Schulsprengel der Stadt Schwandorf.